# Шёневайде (станция)
Шёнева́йде (нем. Schöneweide) — железнодорожная станция, расположенная в округе Берлина Трептов-Кёпеник. Обслуживает районы Нидершёневайде и Обершёневайде. Является пересадочным узлом линий S45, S46, S47, S8, S9, S85 и S9 Берлинской городской электрички и конечной станцией региональной линии OE36 (Берлин — Франкфурт-на-Одере).

## История
Станция была открыта 24 мая 1868 года, электрифицирована — в 1929 году.

## Описание
Две платформы используются для осуществления кросс-платформенной пересадки между линиями Берлинской городской электрички, одна — для высадки и посадки пассажиров региональных поездов.